# Dollaro continentale

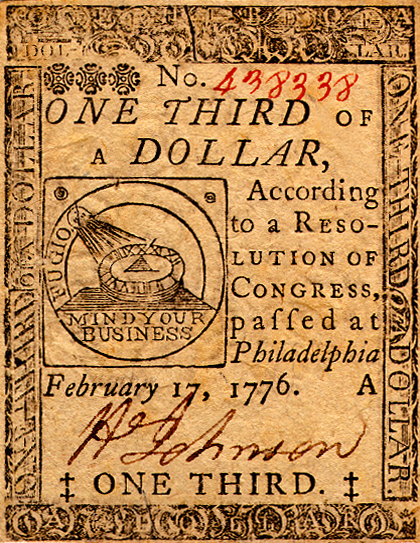
Banconota da un terzo di dollaro continentale (recto)

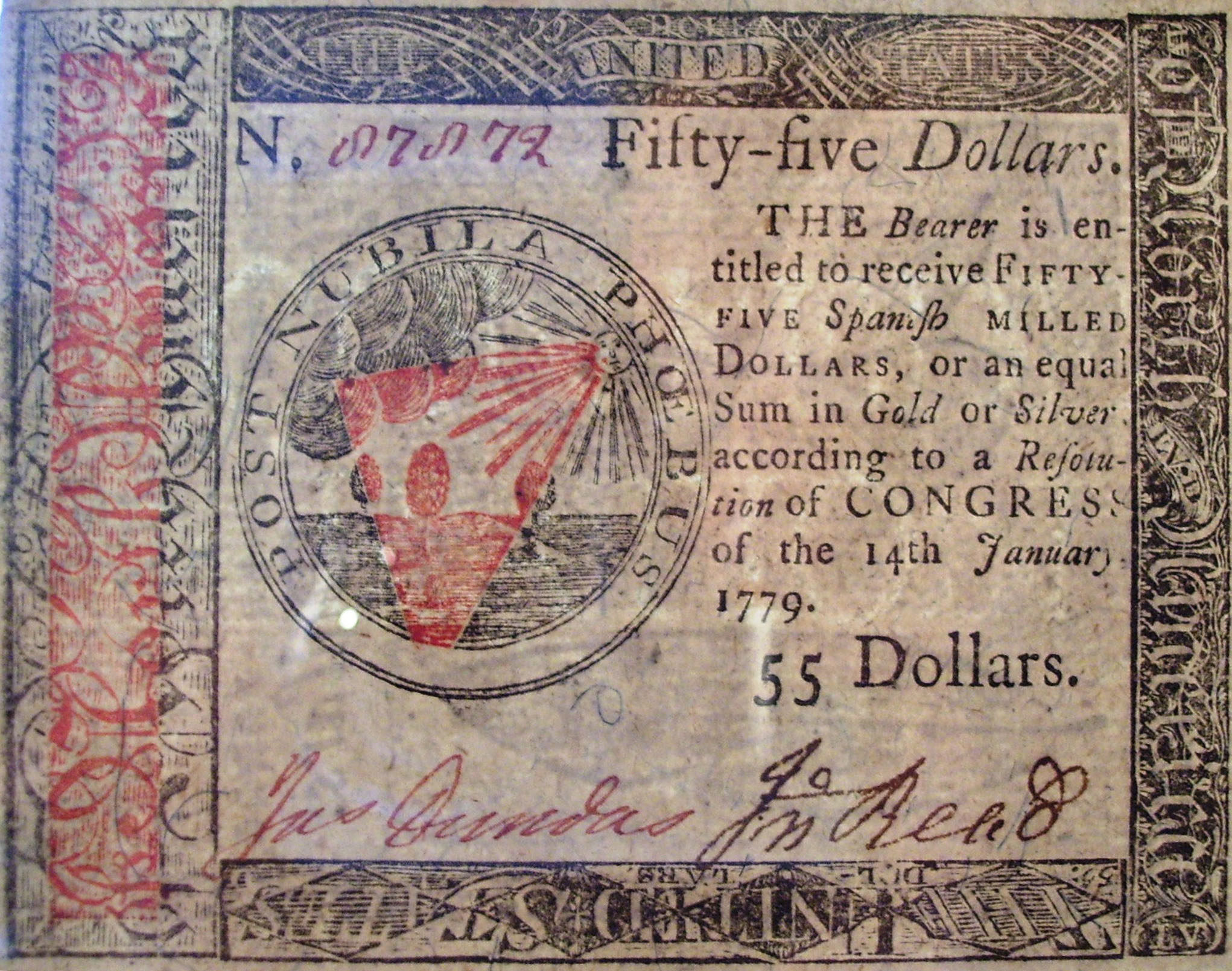
Banconota da 55 dollari continentali emessa nel 1779.

Il nome di dollaro continentale è usato per indicare le emissioni in carta moneta stampate dal 1775 nelle allora colonie britanniche che poi costituirono gli Stati Uniti.

## Storia
Dopo l'inizio, nel 1775, della guerra d'indipendenza americana, il Congresso continentale iniziò a emettere carta moneta che prese il nome di Continental currency, o semplicemente continental. La valuta era denominata in dollari, nei tagli da 1/6 di dollaro fino a 80 dollari, con molte denominazioni inusuali. Durante la rivoluzione, il Congresso emise 241 552 780 dollari in valuta continentale.
Il dollaro continentale si deprezzò pesantemente durante la guerra, dando luogo all'espressione "not worth a continental" (non vale un continentale). Un problema primario fu che non c'era una politica monetaria coordinata tra il Congresso ed i singoli Stati, che continuarono a emettere note di credito. Lo storico finanziario Robert E. Wright scrive: "Alcuni pensano che i biglietti dei ribelli si deprezzarono perché la gente perse la fiducia in loro o perché non avevano una copertura con cespiti tangibili. Non è così. Semplicemente ce n'erano troppi." Il Congresso e gli Stati non ebbero sufficiente volontà o i mezzi per ritirare i biglietti dalla circolazione imponendo delle tasse o con la vendita di buoni del tesoro.
Un ulteriore problema fu che il governo britannico praticò con successo una guerra economica stampando Continentali falsi in larga scala. Benjamin Franklin in seguito scrisse:
Alla fine del 1778 il continentale manteneva da 1/5 a 1/7 del suo valore facciale. Nel 1780 i biglietti valevano 1/40 del valore facciale. Il Congresso cercò allora di riformare la valuta ritirando dalla circolazione i biglietti vecchi ed emettendone dei nuovi, ma senza successo. Nel maggio 1781, i continentali erano diventati così privi di valore che cessarono di circolare come moneta. Franklin annotò che il deprezzamento della valuta aveva agito, in effetti, come una tassa per pagare la guerra. Negli anni 1790, dopo la ratifica della Costituzione degli Stati Uniti, i continentali poterono essere cambiati con buoni del tesoro all'1% del loro valore facciale.
Dopo il collasso del dollaro continentale, il Congresso nominò Robert Morris come sovrintendente della finanze degli Stati Uniti (Superintendent of Finance of the United States). Morris sostenne la creazione del primo istituto finanziario creato dagli Stati Uniti, la Bank of North America, nel 1782. La banca fu finanziata in parte da un prestito in metallo prezioso della Francia. Morris contribuì a finanziare le fasi finali della guerra mediante l'emissione di banconote in suo nome, sostenute dal suo stesso denaro. La Bank of North America emise anche delle banconote convertibili in metallo prezioso.
La dolorosa esperienza dell'inflazione galoppante e del collasso del dollaro continentale spinse i  delegati alla convenzione di Filadelfia ad includere la clausola dell'oro e dell'argento nella Costituzione degli Stati Uniti d'America in modo tale che i singoli Stati non potessero emettere biglietti di credito, o "usare niente, ad eccezione di monete d'oro e argento, come mezzo di pagamento dei debiti" ("make any Thing but gold and silver Coin a Tender in Payment of Debts.") Questa limitazione dei biglietti di credito fu estesa al governo federale, dato che il potere di emettere banconote fu abolito dagli Articoli della Confederazione, lasciando al solo Congresso il potere di "prendere in prestito denaro a credito" ("to borrow money on credit").